# Gunnar Lidbom
Gunnar Lidbom,  född den 24 februari 1892 i Älvkarleby församling, Uppsala län, död den 15 december 1967 i Stockholm, var en svensk jurist. Han var son till Carl Lidbom och far till Carl Lidbom.
Lidbom avlade studentexamen i Uppsala 1910 och juris kandidatexamen vid Uppsala universitet 1915. Han genomförde tingstjänstgöring i Hallands mellersta domsaga 1915–1916. Lidbom blev extra ordinarie amanuens vid handelsdepartementet 1920 och extra ordinarie notarie vid Stockholms rådhusrätt samma år. Han var amanuens i Söderbygdens vattendomstol 1922–1929. Lidbom blev extra ordinarie tjänsteman i kammarrätten 1922, amanuens och tillförordnad notarie där 1929 och assessor 1936. Han var kammarrättsråd 1947–1955 (tillförordnat från 1944) och riksdagsstenograf i Andra kammaren 1924–1949. Lidbom blev riddare av Nordstjärneorden 1949. Han vilar på Norra begravningsplatsen utanför Stockholm.